# Фенин, Пьер
Пьер Фенин (фр. Pierre de Fénin) — французский историк, родом из Артуа. Его хроника заключает в себе краткое изложение борьбы между партиями бургундской и орлеанской. Она разделяется на две части: первая охватывает время от 1407 до 1422 г., вторая — первые пять лет царствования Карла VII. Хроника Фенина вошла в состав «M émoires relatifs à l’histoire de France» (1837).